# Livro de Habacuque
O Livro de Habacuque é um dos livros da Tanakh e do Antigo Testamento, considerado uma escritura sagrada por judeus e cristãos em geral. Integra a seção dos profetas menores e sua autoria é atribuída, pelo próprio texto, ao profeta Habacuque.

## Contexto

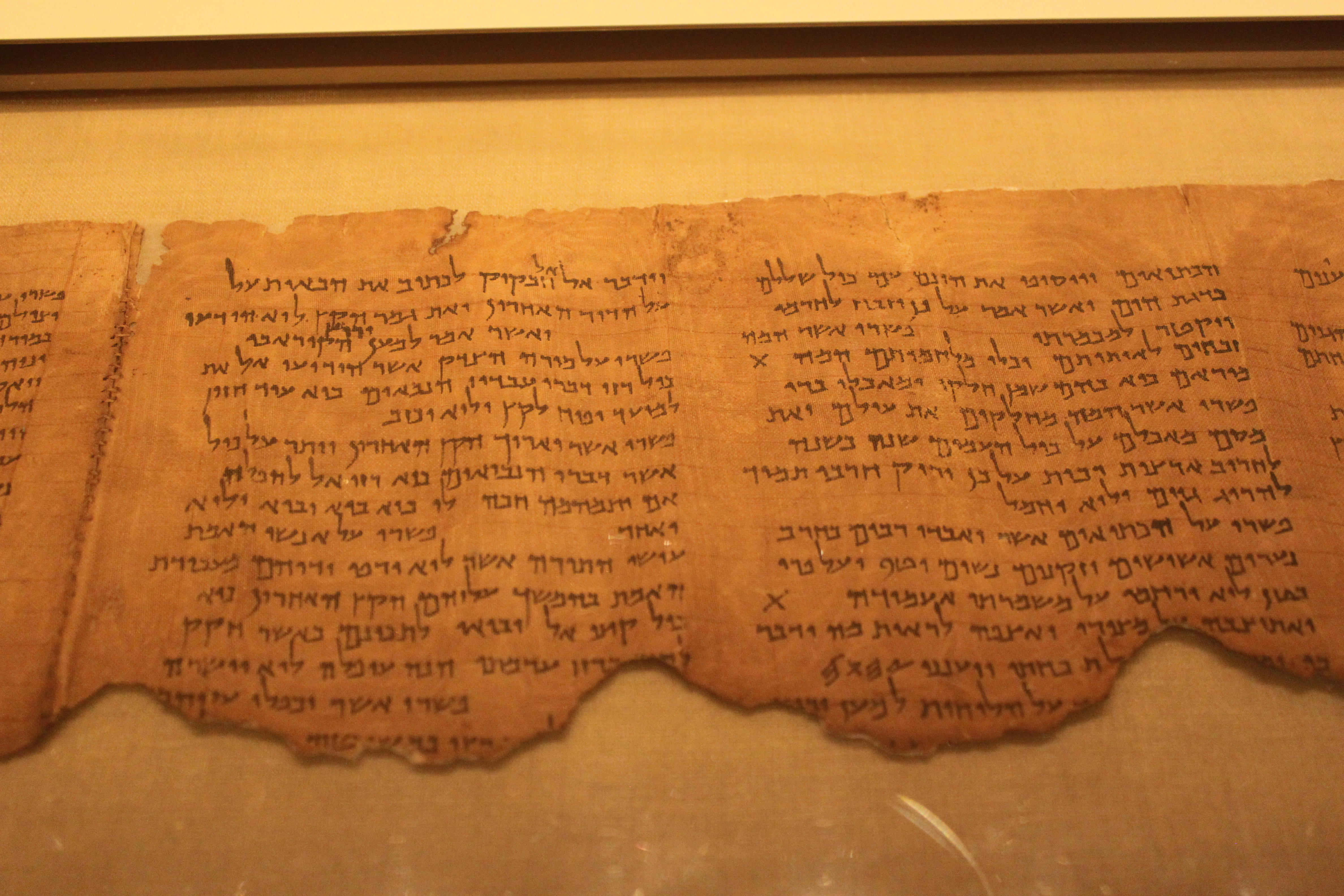
Pesher do Livro de Habacuque, encontrado entre os manuscritos do Mar Morto. século I a.C.

O livro se ambienta nas últimas décadas do reino de Judá, em meio a um cenário de idolatria, injustiça e corrupção moral, além da crescente ameaça de um império opressor. Habacuque, em meio a tudo isso, lamenta a Deus e clama por justiça.
Não se sabe ao certo a data em que o livro foi escrito, mas há duas hipóteses principais: a primeira enquadra-o antes da queda de Nínive em 612 a.C, de maneira que os opressores seriam os assírios; enquanto a segunda enquadra-o entre a Batalha de Carquemis, em 605 a.C, e o primeiro cerco a Jerusalém, em 597 a.C., de maneira que os opressores seriam os caldeus.

## Conteúdo
Diferente dos outros livros dos profetas menores, o livro de Habacuque se estrutura a partir de um diálogo do profeta com Deus. No primeiro capítulo, ele reclama que Deus está indiferente diante de todo a crise social e espiritual de Judá (Habacuque 1:2–4), pelo que Deus lhe responde que levantará um império oriental para castigar o seu povo (Habacuque 1:5–11). Diante dessa resposta, Habacuque questiona Deus, argumentando que não faz sentido que ele use um império pior ainda para castigar Judá (Habacuque 1:12–17).
No segundo capítulo, Deus faz uma promessa a Habacuque contra o império oriental, prometendo um dia destrui-lo, salvando, porém, os justos (Habacuque 2:2–8). Ele elabora quatro imprecações: a primeira, contra aqueles que cometem práticas econômicas injustas (Habacuque 2:9–11); a segunda, contra aqueles que empregam a violência para alcançar poder (Habacuque 2:12–14); a terceira, contra aqueles que se embebedam (Habacuque 2:15–17); e a quarta, contra aqueles que adoram ídolos (Habacuque 2:18–20).
O terceiro capítulo é um poema de Habacuque dirigido ao cantor-mor. Nele, o profeta declara o seu temor diante de Deus e pede que ele avive a sua obra, aludindo a diversos dos seus feitos grandiosos e asseverando a sua fé inabalável nele (Habacuque 3:1–19).
Porque ainda que a figueira não floresça,

nem haja fruto na vide;

ainda que decepcione o produto da oliveira,

e os campos não produzam mantimento;

ainda que as ovelhas da malhada sejam arrebatadas,

e nos currais não haja gado;

todavia, eu me alegrarei no Senhor;

exultarei no Deus da minha salvação.— Habacuque 3:17-18, ACF.

### Mensagem
O livro é geralmente interpretado como um convite a confiar em Deus mesmo diante da corrupção social. As imprecações de Deus no segundo capítulo são uma chamada às vítimas de opressão para que elas desnudem a fragilidade e a insensatez dos seus opressores e se tornem agentes da história, de maneira a quebrar os seus medos e incentivá-las à luta contra a opressão e à mobilização social e espiritual. Pelo que o poema final se erige como um modelo de atitude para todos os crentes em Deus, isto é, deve-se confiar nele independente do contexto social e esperar pelo momento em que ele fará justiça ao mundo.